# Kottankulangara Chamayavillanku

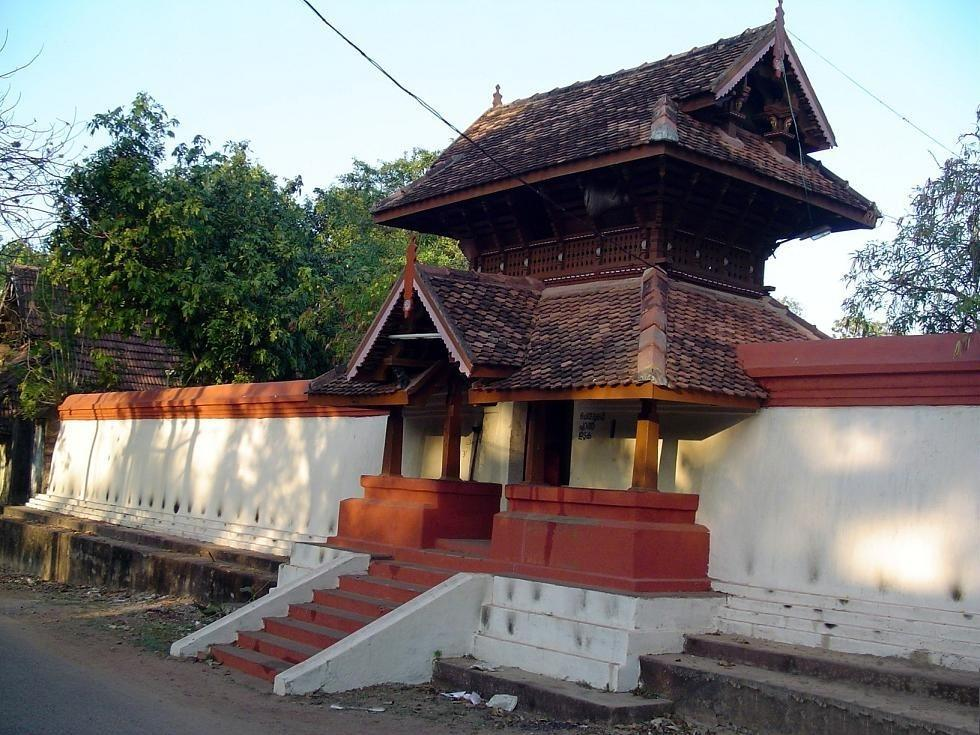
Puerta principal del templo de Kollam.

El Kottankulangara Chamayavillanku es un festival único en el mundo, que se celebra en el templo Kottankulangara en Chavara, cerca de Kollam, en India, en donde cientos de hombres se visten como mujeres como ofrenda a la diosa Bhagavathy, la deidad del templo. 
Kottankulangara cae en el 10 y 11 de cada Meenam del calendario malayalam (normalmente a finales de marzo). Gente de todo el mundo se acerca al lugar a ofrecer sus oraciones y pedir las bendiciones de Devi.

## Origen
Existen muchas teorías e historias sobre el origen de la fiesta, pero la más popular es la que asegura que un grupo de niños jugando se vistieron de niñas y ofrecieron flores a la Diosa Devu y uno de estos chicos recibió bendiciones.
Desde entonces se construyó el templo y todos los hombres que van a pedir favores lo hacen vestidos de mujer.
Existen muchas otras teorías, sin embargo ninguna ha sido comprobada científicamente.

## El ritual
El rito llamado Chamaya Vilakku (maquillaje de la lámpara) consiste en hacer una ofrenda a la diosa Bhagavathy, la deidad del templo durante una larga procesión con luces encendidas. 
La gente hindú de todo el mundo vienen aquí a ofrecer sus oraciones y pedir las bendiciones de Deví. 
Es costumbre llevar la tradicional lámpara llamada chamayavilakku, la cual está sostenida por una larga vara de madera y que llega hasta la altura de la cintura. La lámpara posee cinco luces y es encendida por la lámpara principal o mayor del templo. 
Los hombres visten como mujeres para cumplir con sus votos y dar las gracias a Devi de los favores que han recibido y al mismo tiempo para pedir nuevas bendiciones. 
Los participantes se acercan demandando varios favores, como salud, un buen empleo, muchos hijos o conseguir contraer matrimonio. 
Las personas que asisten son de todas las edades, desde niños hasta ancianos.
Los hombres visten todo tipo de trajes, pero el favorito es el saree y también la tradicional kerala settu mundu. 
Los jóvenes también utilizan modernos vestidos como faldas y jeans. Algunos hombres incluso llevan trajes de baile.
Otro ritual que se desprende de esta costumbre se denomina chamaya pernikahan (Maquillaje de Matrimonio), el cual consiste en asignar a un niño varón el rol de "Dama de Honor" cuando no existe una niña en la familia de la novia que pueda asumir este menester durante una ceremonia de matrimonio. Algunos antropólogos estudiosos del tema afirman que esta costumbre practicada en diferentes regiones de la India se debe a que culturalmente se considera un mal agüero (Mala suerte) que la dama de honor sea una persona ajena a la familia en primer y segundo grado de consanguinidad de la novia y por consiguiente se transforma en "Dama de Honor" a un niño (Hermano menor, primo, sobrino). Se han detectado manifestaciones aisladas en otras culturas y religiones de esta práctica, incluso en la religión cristiana."

## Travestismo
Este acontecimiento es ampliamente conocido en la comunidad travesti, pues es la oportunidad para que millones de hombres de todo el mundo puedan vestir prendas femeninas, maquillarse y lucir como mujeres en público sin ser rechazados ni ser mal vistos, pues la transformación se considera como una grandeza espiritual y un sacrificio admirable.
Cientos de personas de todo el mundo asisten anualmente a este antiguo ritual, y se especula que muchas de ellas vienen simplemente por la oportunidad de travestirse, aunque algunos pobladores afirman que al final todos quedan convencidos de la divinidad de la diosa, pues ayuda a todos los hombres a cumplir con sus plegarias.
Durante las ceremonias es posible observar hombres travestidos de todas las edades, desde infantes hasta adultos mayores.
Durante el acontecimiento los diferentes medios de comunicación de la India realizan el cubrimiento periodístico de esta festividad. 
Algunas publicaciones especializadas en tema travesti se han referido a esta fiesta en diferentes artículos.

## Fuente de empleo
En la zona muchísimas personas trabajan ayudando a vestir a los hombres para los actos del festival, e incluso se ha convertido en una fuente de ingresos para muchos habitantes de la zona, que venden el vestuario, maquillaje y flores.
Se calcula que alrededor de 200 personas trabajan en la zona ayudando a vestir a los hombres para el festival. los principales clientes son extranjeros, aunque también existe demanda de algunos nativos.

## Destino turístico
Debido a lo particular y excéntrico del ritual, cada año un importante número de curiosos de todas partes del mundo llegan a conocer la ciudad y observar el festival, lo que ha convertido la ceremonia en algo más que un rito religioso.
Algunas agencias de viajes en Europa han diseñado planes turísticos para asistir a las ceremonias y conocer la ciudad.

## Localización geográfica

Ubicación de Kollam.

La festividad se lleva a cabo en la ciudad de Kollam, en la india.
Kollam es una ciudad o municipio en el distrito de Kollam en el estado indio de Kerala. 
Se encuentra 71 kilómetros al norte de la capital del estado Thiruvanathapuram (Trivandrum). 
También es la sede del distrito de Kollam, uno entre los 14 distritos en el estado de Kerala. 
Está ubicado en el sur del distrito de Thiruvananthapuram, en el norte de Pathanamthitta y Alappuzha, en el este de Tamil Nadu y al oeste con el Mar Arábigo. La ciudad es muy famosa por su masiva producción de coco. 
Es a puerta de entrada a remansos de Kerala, y por lo tanto, un destacado destino turístico. 
kollam era antiguamente llamado "Desinganadu", Durante el imperio de la Travancore siendo el principal epicentro comercial.